# Монтанья-дей-Фьори
Монтанья-дей-Фьори (итал. Montagna dei Fiori, Mëndàgna на асколийском диалекте, Mundagnë на диалекте Терамо) — гора в Италии. Представляет собой рельеф высотой до  1814 м в Абруццких Апеннинах (провинция Терамо) на границе с областью Марке, в пределах которой он частично простирается. Вместе с горой Монтанья-ди-Кампли, от которой он отделён каньоном Салинелло, образует массив Монти-Джемелли.

## Описание
Расположенная в восточной части группы Монти-делла-Лага, на территории коммун Валле-Кастеллана, Чивителла-дель-Тронто и Асколи-Пичено, гора находится примерно в 20 км от Асколи-Пичено (Сан-Джакомо-ди-Валле-Кастеллана находится в 18 км) и до неё можно добраться по дороге Колле-Сан-Марко. Группа имеет две основные вершины: гора Джирелла (1814 м) и гора Пизелли (1676 м). Южная сторона первой горы является местом для опытных альпинистов, в то время как её северная и северо-западная стороны легко доступны летом даже для туристов, которые не особенно экипированы; вторая является местом, часто посещаемым любителями горного велосипеда из-за многочисленных трасс природного байк-парка Асколи, и зимним туристическим направлением для жителей Асколи из-за его горнолыжных сооружений.